# Arthur Douglas Carey
Pour les articles homonymes, voir Carey.
Arthur Douglas Carey, né le 22 janvier 1845 à Hemel Hempstead et mort le 11 juin 1936 à Montreux en Suisse, est un explorateur britannique.

## Biographie
Il entre en 1864 dans l'Indian Civil Service et effectue des expéditions au nord du Tibet dont une des plus connues est celle avec Andrew Dalgleish (en) en 1885. Il recueille ainsi de nombreuses informations sur le bassin du Tarim. 
Il reçoit en 1889 la médaille d'or de la Royal Geographical Society avec la mention : « Pour son remarquable voyage en Asie centrale, au cours duquel il a franchi 4 750 miles à travers des régions qui n'avaient jamais été visitées par un Anglais ».
Il quitte l'Indian Civil Service en 1893. 
On lui doit le récit A Journey Round Chinese Turkistan and Along the Northern Frontier of Tibet (1887). 
Jules Verne le mentionne dans le chapitre XXII de son roman Claudius Bombarnac.